# Антуанетта де Тюренн
Антуанетта де Тюренн (де Бофор) (Antoinette de Turenne) (1380—1416) — графиня Бофора и виконтесса Тюренна с 1412 года.
Дочь Раймонда VIII де Тюренна и Марии Оверньской, графини Булони. Внучатая племянница римского папы Григория XI.
В 1393 году, когда ей исполнилось 13 лет, король Карл VI предложил Раймонду VIII де Тюренну выдать её замуж за 27-летнего Жана II Ле Менгра, маршала Бусико. Король пообещал, что заплатит 16 тысяч ливров племяннице виконта Аликс де Бо и её мужу Одону де Виллару, и они откажутся от притязаний на сеньорию Бо.
Король не сдержал своего обещания (возможно — в связи с болезнью). В результате в 1399 году сеньория Бо перешла к вышеназванным претендентам.
Свадьба состоялась 24 декабря 1393 года. Маршал Бусико получил в приданое графство Алес, баронию Андюз и несколько сеньорий.
После смерти отца (не позднее 1413 года) Антуанетта унаследовала графство Бофор и виконтство Тюренн. В том же году умер её сын Жан — единственный ребёнок.
Сама она умерла в 1416 году. Графство Бофор и виконтство Тюренн унаследовала её тётка Элеонора де Бофор (ум. 1420). Потом эти владения получил Пьер де Бофор (ум. 1444/45), сын Николя де Бофора, сына Гильома III Роже де Бофора. Он был двоюродным братом Антуанетты де Тюренн.
Дочь и наследница Пьера де Бофора Анна де Бофор вышла замуж за Аня IV де Ла Тур, сеньора д’Ольерг. Их потомком был знаменитый полководец Анри де Ла Тур д’Овернь (1611—1675), виконт де Тюренн, герцог Буйонский.
Графство Бофор в 1445 году присоединил к своим владениям герцог Рене Анжуйский. Его в 1480 году в качестве вдовьей доли получила вторая жена Рене Жанна де Лаваль.